# Edificio Río de Janeiro

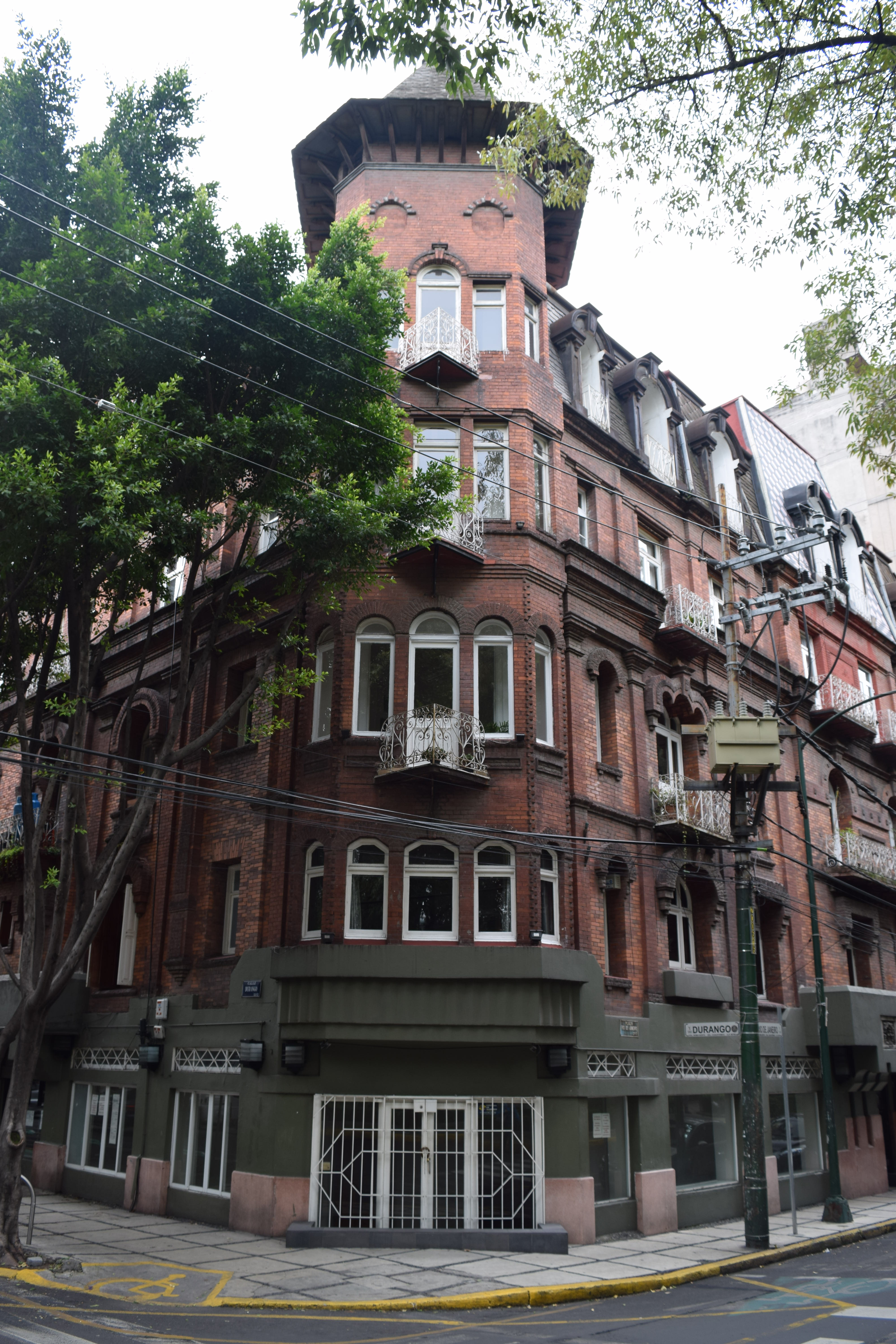
Esquina del edificio Río de Janeiro donde se aprecia el techo cónico y los vanos falsos que le confieren el mote de "La Casa de las Brujas".

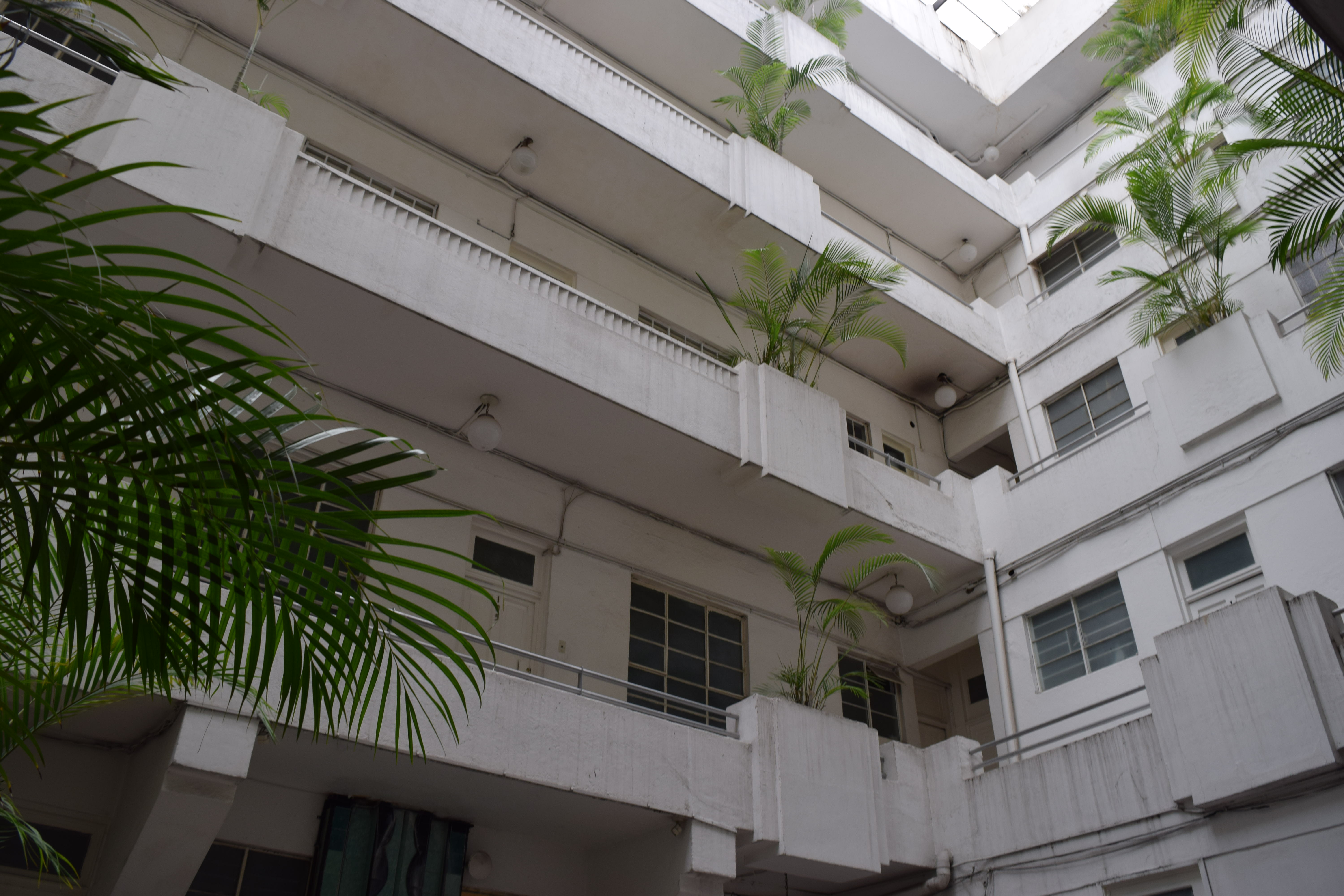
Interior estilo art déco del edificio Río de Janeiro.

El edificio Río de Janeiro es una construcción de departamentos, ubicado en la esquina de las calles Durango y Orizaba, en la Colonia Roma, Ciudad de México. También es conocido como “La Casa de las Brujas”, debido a su techo cónico y sus dos vanos falsos que semejan el rostro de una bruja.

## Diseño
El edificio Río de Janeiro fue diseñado por el arquitecto e ingeniero británico Regis A. Pigeon. Exhibe una fachada de tabique rojo, afín a la arquitectura inglesa, así como un techo cónico que recuerda a la arquitectura religiosa alemana del siglo XII, características que lo han diferenciado del estilo art nouveau del resto de la colonia desde su edificación en 1908, por orden de Porfirio Díaz para celebrar el Centenario de la Independencia.
Originalmente, un hotel de lujo, el edificio Río de Janeiro experimentó, en 1942, una remodelación dirigida por el arquitecto mexicano Francisco J. Serrano. Esta remodelación convirtió el interior al estilo art déco, contrastándolo así con su fachada aún de estilo ecléctico, mezcla de varios estilos formales.

El edificio Río de Janeiro sirvió de inspiración para la novela ganadora del Premio Herralde, El desfile del amor, escrita por el escritor mexicano Sergio Pitol, ganador del Premio Juan Rulfo en 1999 y del Premio Cervantes en 2005, y es descrito en ella de la siguiente forma:
“Un hombre se detiene frente al portón de un edificio de ladrillo rojo situado en el corazón de la colonia Roma, una tarde de mediados de 1973. Cuatro insólitos torreones, también de ladrillo, rematan las esquinas del inmueble. Durante décadas, el edificio ha constituido una extravagancia arquitectónica en ese barrio de apacibles residencias de otro estilo”.